# Альгорфа
Альгорфа (ісп. Algorfa) — муніципалітет в Іспанії, у складі автономної спільноти Валенсія, у провінції Аліканте. Населення — 3513 осіб (1 січня 2022).

## Географія
Муніципалітет розташований на відстані близько 360 км на південний схід від Мадрида, 40 км на південний захід від Аліканте.

## Демографія
Динаміка населення (INE):

## Галерея зображень

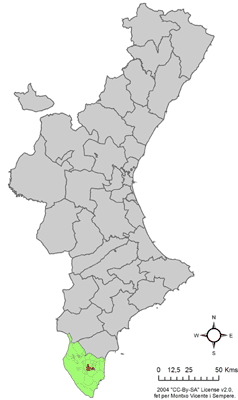
Розташування муніципалітету Альгорфа у автономній спільноті Валенсія
Розташування муніципалітету Альгорфа у комарці Вега-Баха-дель-Сегура